# Wiera Putina
Wiera Nikołajewna Putina po mężu Osiepaszwili ros. Вера Николаевна Путина (ur. 6 września 1926 we wsi Tierieczino, Kraj Permski, zm. w maju 2023) – Rosjanka, podająca się za biologiczną matkę Władimira Putina.

## Życiorys
Urodziła się 6 września 1926 r. jako córka Anny Ilijczynej i Nikołaja Iłłarionowicza Putinów we wsi Tieriechino, niedaleko miasta Oczer. Miała 3 braci. 
Po ukończeniu szkoły podstawowej  i po zakończeniu II wojny światowej rozpoczęła naukę w Technikum Mechanizacji Rolnictwa. W czasie szkoleń poznała rosyjskiego mechanika Płatona Priwałowa i zaszła z nim w ciążę. Kiedy dowiedziała się, że ojciec dziecka jest już żonaty, zerwała z nim kontakty. 
We wrześniu 1950 r. urodziła syna, któremu nadała imię Władimir (w domu dziecko nazywała imieniem Wowa). W 1951 r. Wiera wyjechała do Taszkientu, gdzie poznała Gruzina Gieorgija Osiepaszwiliego. Zaproponował jej małżeństwo, na co szybko się zgodziła. Zamieszkali we wsi Metechi, położonej 30 km od gruzińskiego miasta Gori. W 1953 r. Wiera poprosiła rodziców, aby przysłali jej syna Władimira do Metechi. Z czasem mąż Wiery przestał akceptować swego pasierba.
Na początku 1960 r. syn Wiery został wywieziony przez jej szwagierkę do Tbilisi. Młody Wowa w grudniu 1960 trafił do rodziców Putiny. Stało się to z woli Wiery; wtedy też widzieli się po raz ostatni. Ostatecznie, bez wiedzy i zgody Wiery, chłopiec trafił do dalekich krewnych rodziny: Władimira Spiridonowicza Putina i Marii Iwanowny, którzy mieszkali w Leningradzie.
Zmarła w maju 2023 r. Została pochowana 30 maja 2023 r. w Metechi.
Kontrowersje
Według oficjalnej biografii Władimira Putina jego rodzice zmarli na krótko przed objęciem przez niego prezydentury. Synowie Władimira Spiridonowicza Putina i Marii Iwanowny zmarli w dzieciństwie. 
W opinii Wiery Putinej ojcem obecnego prezydenta Rosji był rosyjski mechanik Płaton Priwałow, zaś ludzie, których określa się mianem rodziców Władimira Putina, adoptowali dziecko od jego dziadków.
W latach 90. dom Wiery Putiny mieli odwiedzać Rosjanie i Gruzini, którzy grozili jej, domagając się zachowania tajemnicy. Podobne groźby miały być kierowane do nauczyciela miejscowej szkoły, który ujawnił, że uczył Putina w dzieciństwie.
W 1999 r. Wiera Putina wystąpiła w telewizji publicznie przyznając, że Władimir Putin jest jej zaginionym synem.
Włoski dziennikarz Antonio Russo, który badał sprawę Wiery Putiny, został zamordowany w niejasnych okolicznościach. W 2000 r. w katastrofie lotniczej zginął rosyjski dziennikarz Artiom Borowik, który zbierał materiały dotyczące dzieciństwa Putina.
W 2003 r. holenderska reżyserka Ineke Smits nakręciła film dokumentalny Putins mama, poświęcony Wierze Putinie. Wywiad z Wierą Putiną przeprowadziła polska dziennikarka Krystyna Kurczab-Redlich.